# ألدو دوناتي
ألدو دوناتي (بالإيطالية: Aldo Donati) (مواليد 29 سبتمبر 1910) هو لاعب كرة قدم. يلعب مع منتخب إيطاليا لكرة القدم. سبق له أن لعب في كأس العالم لكرة القدم مع منتخب بلاده.

## روابط خارجية
- ألدو دوناتي على موقع الاتحاد الدولي (مؤرشف)  (الإنجليزية)
- ألدو دوناتي على موقع قاعدة بيانات كرة القدم.إي يو (الإنجليزية)
- ألدو دوناتي على موقع عالم كرة القدم.نت (الإنجليزية)